# Коштею (комуна)
Коштею (рум. Coșteiu) — комуна у повіті Тіміш в Румунії. До складу комуни входять такі села (дані про населення за 2002 рік):
- Валя-Лунге-Ромине (166 осіб)
- Коштею (2316 осіб)
- Перу (261 особа)
- Хезеріш (267 осіб)
- Ципарі (820 осіб)

Комуна розташована на відстані 363 км на північний захід від Бухареста, 48 км на схід від Тімішоари.

## Населення
За даними перепису населення 2002 року у комуні проживали 3830 осіб.
Національний склад населення комуни:
| Національність   | Кількість осіб | Відсоток |
| ---------------- | -------------- | -------- |
| румуни           | 3171           | 82,8%    |
| угорці           | 501            | 13,1%    |
| цигани           | 132            | 3,4%     |
| німці            | 12             | 0,3%     |
| українці         | 6              | 0,2%     |
| росіяни-липовани | 2              | 0,1%     |
| словаки          | 2              | 0,1%     |
| італійці         | 2              | 0,1%     |
| серби            | 1              | < 0,1%   |
| чанго            | 1              | < 0,1%   |

Рідною мовою назвали:
| Мова       | Кількість осіб | Відсоток |
| ---------- | -------------- | -------- |
| румунська  | 3269           | 85,4%    |
| угорська   | 504            | 13,2%    |
| циганська  | 38             | 1,0%     |
| німецька   | 8              | 0,2%     |
| українська | 5              | 0,1%     |
| російська  | 2              | 0,1%     |
| словацька  | 2              | 0,1%     |
| італійська | 2              | 0,1%     |

Склад населення комуни за віросповіданням:
| Релігія            | Кількість осіб | Відсоток |
| ------------------ | -------------- | -------- |
| православні        | 2861           | 74,7%    |
| реформати          | 355            | 9,3%     |
| греко-католики     | 201            | 5,2%     |
| римо-католики      | 122            | 3,2%     |
| п'ятдесятники      | 117            | 3,1%     |
| адвентисти         | 77             | 2,0%     |
| баптисти           | 65             | 1,7%     |
| унітарії           | 6              | 0,2%     |
| не релігійні       | 2              | 0,1%     |
| бретрени           | 1              | < 0,1%   |
| атеїсти            | 1              | < 0,1%   |
| не вказали релігію | 7              | 0,2%     |